# Compulsió de repetició
La compulsió de repetició o, simplement, repetició és un concepte que Sigmund Freud definí per donar fonament a l'impuls dels éssers humans a repetir actes, pensaments, somnis, jocs, escenes o situacions desagradables o doloroses.

## Definició
El «caràcter conservador» de les pulsions i la seua «indestructibilitat», totes dues característiques també descrites per Freud, són indispensables per a emmarcar i descriure el fenomen de la repetició. Una definició considerada estàndard entre els psicoanalistes n'és la de J. Laplanche i J. B. Pontalis:

'''A)''' En la psicopatologia concreta, procés incoercible i d'origen inconscient, en virtut del qual el subjecte se situa activament contexts penosos, repetint experiències antigues, sense recordar-ne el prototip, sinó amb la impressió molt viva que es tracta d'un fet plenament motivat en l'actualitat.<br> '''B)''' En l'elaboració teòrica que Freud en fa, la compulsió a la repetició es considera un factor autònom, irreductible, en darrera anàlisi, a una dinàmica conflictual en què només intervindria la interacció del principi del plaer i el principi de realitat. S'atribueix fonamentalment a la característica més general de les pulsions: el caràcter conservador.
 
Jean Laplanche & Jean-Bertrand Pontalis. Diccionario de Psicoanálisis.

## Desenvolupament i evolució en les descripcions del concepte

### Repetició com a fenomen de l'anàlisi
Tot i que les primeres empremtes d'aquesta idea es poden detectar en escrits molt primerencs de Freud (fins i tot en Comunicació preliminar, la repetició de la partida de la mare com a causa d'una Spaltung [escissió]), segons James Strachey,[nota 1] el primer esment de Freud en els seus texts del concepte de «compulsió de repetició» és de l'any 1914, en Recordar, repetir, reelaborar.
En aquest text descriu l'objectiu de la psicoanàlisi com «omplir les llacunes del record» i «véncer la resistència de la repressió». Tots dos propòsits són equivalents, ja que si les llacunes són els vestigis de l'acció de la repressió, quan es venç la resistència que sosté la repressió, aquell material patogen hauria de perdre aquest caràcter.
Segons explica l'article, però, el que ocorre en general en la psicoanàlisi és que l'analitzat, en comptes de recordar com estava previst –segons el mètode catàrtic– allò reprimit, ho actua. N'aporta aquests exemples:
L'analitzat no recorda haver reptat o no cregut l'autoritat paterna; en canvi, es comporta d'aquella manera davant el metge. No recorda haver-se quedat enbullat, desconcertat i desemparat, en la seua recerca sexual infantil, però presenta una acumulació de somnis confusos; es plany que res no li ix bé i, proclama, és el seu destí no acabar mai res que enceta. No recorda haver sentit una vergonya intensa per alguns actes sexuals, ni haver temut que l'hi descobriren, però diu avergonyir-se del tractament a què se sotmet ara i procura mantenir-lo en secret davant els altres".
 
El pacient, en la psicoanàlisi, repeteix «les seues inhibicions i actituds inviables, els seus trets patològics de caràcter. I a més, durant el tractament repeteix tots els seus símptomes».
D'aquesta manera, la neurosi no es pot concebre com un «episodi històric» sinó com un «poder actual», perquè:
 
Aquesta condició patològica va entrant peça a peça dins l'horitzó i el camp d'acció de la cura, i mentre el malalt ho viu com real-objectiu i actual, nosaltres hem de fer-hi el treball terapèutic, que en gran part consisteix a reconduir-lo al passat.La tàctica que assigna Freud al metge és solucionar en el pla del record allò que el pacient en presenta en el de l'acció. Per tant, ha de recórrer al "maneig de la transferència": l'hi inclou perquè es desplegue i així «donar als símptomes un nou significat transferencial».
En tot cas, en aquest moment de la seua obra l'important per a Freud és assenyalar que la repetició era una regularitat en el curs de moltes anàlisis i que es manifestava sobretot en la transferència en la relació amb el metge de passatges que al principi el pacient no recordava.

### Repetició i pulsió de mort
Més tard, en el context de la definició de la pulsió de mort en Més enllà del principi del plaer (1920) es defineix la repetició d'una manera més completa i en relació amb la pulsió de mort i amb el concepte de resistència i de les seues conseqüències per a la cura. Freud es pregunta d'on ve la persistència del símptoma neuròtic, per què és tan resistent malgrat que se suposa que causa patiment al pacient, i conclou que cal deslliurar-se de la idea errònia que en lluitar contra les resistències es tractaria de lluitar contra la resistència de l'inconscient. Abandona les formulacions descriptives i proposa la necessitat d'una consideració dinàmica, en què no apareguen com a termes de la contradicció el conscient i l'inconscient, sinó que d'ara endavant aquests termes seran el jo i allò reprimit.
Com de llavors ençà es tracta d'un jo descrit amb els seus components conscients i inconscients, aquest raonament obri la porta i permet a Freud enunciar dues qüestions fonamentals de la teoria:
- a) les resistències de l'analitzat provenen del jo i

- b) la compulsió de repetició es pot adjudicar a l'inconscient reprimit.

En Més enllà del principi de plaer, Freud fa un esment a la vida onírica de la «neurosi traumàtica» (o neurosi de terror), malaltia que s'havia incrementat durant la guerra. Segons diu, els pacients somien sovint amb la situació que els provocà la malaltia, i en desperten terroritzats. Quan es reconeix això com una cosa òvia, que un determinat succés l'assetja en somnis en funció de la força amb què el va impressionar, es desconeix la «naturalesa» del somni. Aquests somnis resulten ser una objecció al principi que havia establert en la Interpretació dels somnis respecte a aquests mateixos, és a dir, que els somnis eren realitzacions dels desigs. En aquests casos aquesta funció del somni resulta afectada i en constitueix una excepció. En realitat, ja havia inclòs en aquest text la narració d'un somni en què un pare escoltava al seu fill retreure-li: «pare, que no veus que m'estic cremant?», respecte del qual Jacques Lacan diu que no era un exemple que semblés ajustar-se a aquest principi. En anar-se a dormir, el subjecte havia deixat el cos del seu fill, que havia mort i estaven vetllant, en una cambra contigua a cura d'un «vell canós» que es quedà adormit, després de la qual cosa es calà foc al lloc on tots dos es trobaven. Lacan explica que aquesta realitat que es presenta en el somni, lluny de ser «la fantasia que satisfà un desig» designa una altra realitat, en què situa allò que Freud denomina pulsió de mort.
Una altra observació de Freud relativa a aquesta «compulsió de repetició» es refereix al joc infantil amb un carret en què un xiquet, unit a ell per un fil que agafava amb la mà, el llançava i el feia desaparéixer després de la baranda del bressol, i el feia aparéixer més tard. Segons la interpretació que fa, el joc es teixeix amb la renúncia pulsional que imposava la desaparició de sa mare. Segons Lacan no es tracta d'una simbolització de la mare per mitjà de carret, ni la necessitat que la mare torne sinó de «la repetició de la partida de la mare com a causa d'una Spaltung [escissió] en el subjecte».